# Dalquestia rothorum
Espèce
Dalquestia rothorum est une espèce d'opilions eupnois de la famille des Globipedidae.

## Distribution
Cette espèce est endémique d'Arizona aux États-Unis. Elle se rencontre sur le  mont Graham.

## Description
Le mâle holotype mesure 4,98 mm et la femelle paratype 6,23 mm.

## Systématique et taxinomie
Cette espèce a été décrite par Cokendolpher et Stockwell en 1986.

## Étymologie
Cette espèce est nommée en l'honneur de Vincent et Barbara M. Roth.

## Publication originale
- Cokendolpher & Stockwell, 1986 : « A new species of harvestman from Arizona (Arachnida: Opiliones: Palpatores: Dalquestia). » Southwestern Naturalist, vol. 31, no 1, p. 49–53.